# 坚守阵地法
坚守阵地法（Stand-your-ground law）是指当在受到威胁或者感到威胁时有权保护自身或者他人（即使动用的手段可能致命），而无需考虑是否有安全撤退以避免危险的可能性。该法律有时也被称为“底线法”（Line-in-the-sand law）或者“不退让法”（No-duty-to-retreat law）。此法律一般会如此规定，一个人在他可以合法停留的区域中（但此类区域的定义可能不同）不需要履行退让义务（Duty to retreat），如果他有理由认为他已经受到、或者即将收到会致伤或者致死的严重威胁，那么他可以使用任何可能的手段进行反击。
城堡法是普通法系的一条法律原则，是指一个人在他的住所（或者法律中规定的“城堡”区域）中没有退让义务，可以使用包括致死手段的武力来保卫他和其他人的财产和人身安全。而在此区域之外时，一个人则需要在动用致死武力前尽可能履行退让义务。
在普通法系中，如果存在撤退避险的可能性（也即撤退义务）则不能进行自卫。城堡法则是一个例外，它免除在家进行自卫的个体的责任（即使该个体存在撤退避险的可能并且未能完成避险）。退让义务在一些司法审判中是一项法律上的要求，受到威胁的个体不可以坚守阵地并且使用致命武力自卫，而是应该撤退到安全的地方避免威胁。致命武力是指可能对他人造成重伤或者致死的武力。在大多数司法管辖区中都只接受在极度需要时使用致命武力，或者致命武力已经是最后手段时才能使用。
兰德公司在2018年的一项研究中声称，“有部分证据支持坚守阵地法有可能增加谋杀率，但只有有限证据支持该法（坚守阵地法）会特别地增加火器导致的谋杀”（"there is moderate evidence that stand-your-ground laws may increase homicide rates and limited evidence that the laws increase firearm homicides in particular"）。

## 司法管辖

### 美国

#### 法律

美国司法管辖区的坚守阵地法情况
坚守阵地法
在实践中执行坚守阵地法
在车内可以坚守阵地
城堡法；公共区域必须退让
退让义务

以下州在州法中设立了坚守阵地法：阿拉巴马，阿拉斯加，亚利桑那州，佛罗里达，乔治亚，爱达荷，印第安纳，爱荷华，堪萨斯，肯塔基，路易斯安那，密歇根，密西西比，蒙大拿，内华达，新罕布什尔，北卡罗来纳，俄克拉荷马，宾夕法尼亚，南卡罗来纳，南达科他，田纳西，德克萨斯，犹他，西弗吉尼亚和怀俄明。
以下州在司法实践中采取坚守阵地法（判例或者陪审团指示等）：加利福尼亚，科罗拉多，伊利诺斯，新墨西哥，俄勒冈，弗吉尼亚和华盛顿州。
北达科他、俄亥俄和威斯康辛接受坚守阵地，但限定必须是在自己的车里面。
阿肯色、康涅狄格、纽约州、新泽西和罗德岛接受城堡法，人们可以在家中或者车中使用致命武力，但在公共区域必须履行退让义务。
佛蒙特和华盛顿特区要求居民应当逃避刑事袭击（即便是在家中）。

#### 争议
坚守阵地法经常被反对团体（如布拉迪预防枪支暴力运动）称为“首先开枪”。 在佛罗里达州，该法律通过后，声称自卫的行为增长了两倍。反对方认为这条法律使得对犯罪者和声称自卫的个人提起诉讼更加困难。在法条通过前，迈阿密警察局长约翰·F·蒂莫尼声称该法律毫无必要而且相当危险，“无论只是孩子们在某人的院子里玩不给糖果就捣乱的游戏，还是喝醉的人误入了别人的房子这样的情况，该法律在鼓励人们使用非必要的致命武力”。反对意见则指出，退让义务是将犯罪者的安全置于受害人的生命权之上。

#### 对犯罪的影响
兰德公司在2018年的一项研究中声称，“有部分证据支持坚守阵地法有可能增加谋杀率，但只有有限证据支持该法（坚守阵地法）会特别地增加火器导致的谋杀”。

### 英国与威尔士
在英国的普通法中并未规定在使用武力前有撤退义务，也没有规定必须在已经遭受攻击之后才能予以反击。不过，如果撤退对当事人是一种安全而易行的选择而依然选择武力反击，这种情况下将很难证明自己在“合理的”运用武力。
居民在自己的家中时会受到另外一项法条的保护。该法条规定，如果反击使用的武力“严重”超出对方的武力，则不能认为合理。（强调的是严重超出，一般而言的“超出”是合理的）

### 加拿大
加拿大关于自卫的法律规定与英国类似，没有规定撤退义务。加拿大相关法律以具体实施行为为中心，并考虑这些行为在当时具体情况下是否合理。一般而言，如果可以撤退，则坚守阵地更可能被认为不合理。加拿大刑法中涉及自卫或财产保卫的部分分别为第 34 条和第 35 条。
加拿大各级法院会根据具体案例进行判决，但不会视“可以撤退”完全排除了自卫的合理性。

### 捷克共和国
捷克共和国的法律中没有明确规定坚守阵地法或者城堡法，同时也没有规定退让义务。在判定是否是正当防卫时，要求防卫不能“明显超出所受攻击”。

### 德国
德国法律允许受到非法袭击时进行自卫。如果没有其它可行手段，可以接受使用致命武力，无需履行退让义务。但是，所捍卫的权利和所采取的防卫措施不能存在明显的不对等。特别是在使用枪支保卫财产时，必须首先鸣枪示警。出于混乱、恐惧或者恐怖的原因而防卫过当的人也不会受到惩罚。

### 波兰
坚守阵地法适用于任何人身安全收到威胁的情况。波兰最高法院在1972年2月4日的声明中宣称：“受到袭击的人没有避让的义务，也无需忍受袭击导致的个人自由受限，有权使用任何必要的手段迫使袭击者停止攻击行为”（"The assaulted person is under no obligation either to escape or hide from the assailant in a locked room, nor to endure the assault restricting his freedom, but has the right to repel the assault with all available means that are necessary to force the assailant to refrain from continuing his assault."）。

## 延伸阅读
- Palmer, Brian. . Slate (The Slate Group). July 16, 2013  [May 26, 2014]. （原始内容存档于2018-10-10）.
- Lithwick, Dahlia. . Slate (The Slate Group). February 25, 2014  [May 26, 2014]. （原始内容存档于2018-09-25）.